# Ommatius minusculus
Ommatius minusculus là một loài ruồi trong họ Asilidae. Ommatius minusculus được Scarbrough & Hill miêu tả năm 2000. Loài này phân bố ở miền Ấn Độ - Mã Lai.